# Transeuropejski system kolei konwencjonalnej
Transeuropejski system kolei konwencjonalnej (ang. Trans-European conventional rail network) – sieć kolejowa określona w Decyzji nr 1692/96 Parlamentu Europejskiego i Rady z dnia 23 lipca 1996 r. w sprawie wspólnotowych wytycznych dotyczących rozwoju transeuropejskiej sieci transportowej, w skład której wchodzą:
a) linie kolejowe przeznaczone do ruchu pociągów poruszających się z prędkością nie większą niż 200 km/h, do przewozu osób lub rzeczy,
b) budowle, budynki i urządzenia przeznaczone do obsługi przewozu osób lub rzeczy, w tym terminale transportu kombinowanego przeznaczone do obsługi przewozu rzeczy,
c) linie kolejowe stanowiące połączenia pomiędzy liniami, o których mowa w punkcie a, oraz infrastrukturą kolejową, o której mowa w punkcie b,
d) pojazdy kolejowe przeznaczone do ruchu na liniach, o których mowa w punktach, a i c, obejmujące elektryczne i spalinowe pociągi zespolone, elektryczne i spalinowe pojazdy trakcyjne, wagony pasażerskie i wagony towarowe, w tym wagony przeznaczone do przewozu samochodów ciężarowych.